# Калинівка (Джанкойський район)
Кали́нівка (МФА: [kɐˈɫɪɲiu̯kɐ] ( прослухати); крим. Kalınivka) — село Джанкойського району Автономної Республіки Крим. Населення становить 720 осіб. Орган місцевого самоврядування — Ізумруднівська сільська рада.

## Географія
Калинівка — село в центрі району, у степовому Криму, висота над рівнем моря — 20 м. Найближче село Овочеве — на північній стороні залізниці Джанкой — Армянськ. Відстань до райцентру — близько 4 кілометрів на південний схід.

## Історія
Калинівка виникла між 1922 і 1926 роками, як залізнична станція на новій лінії Джанкой-Армянськ, так як на карті Кримського статистичного управління 1922 року ще не позначена, а, згідно Списку населених пунктів Кримської АРСР за Всесоюзним переписом від 17 грудня 1926 року, село і станція Тавбузар-Калініне вже входили до складу Мар'їнської сільради Джанкойського району. Час ліквідації залізничної станції, а також перейменування Калініне в Калинівку поки не встановлено.

## Населення

### Мова
Розподіл населення за рідною мовою за даними перепису 2001 року:
| Мова                | Відсоток |
| ------------------- | -------- |
| російська           | 68,47 %  |
| українська          | 16,11 %  |
| кримськотатарська   | 11,39 %  |
| інші/не визначилися | 4,03 %   |